# BenQ Mobile

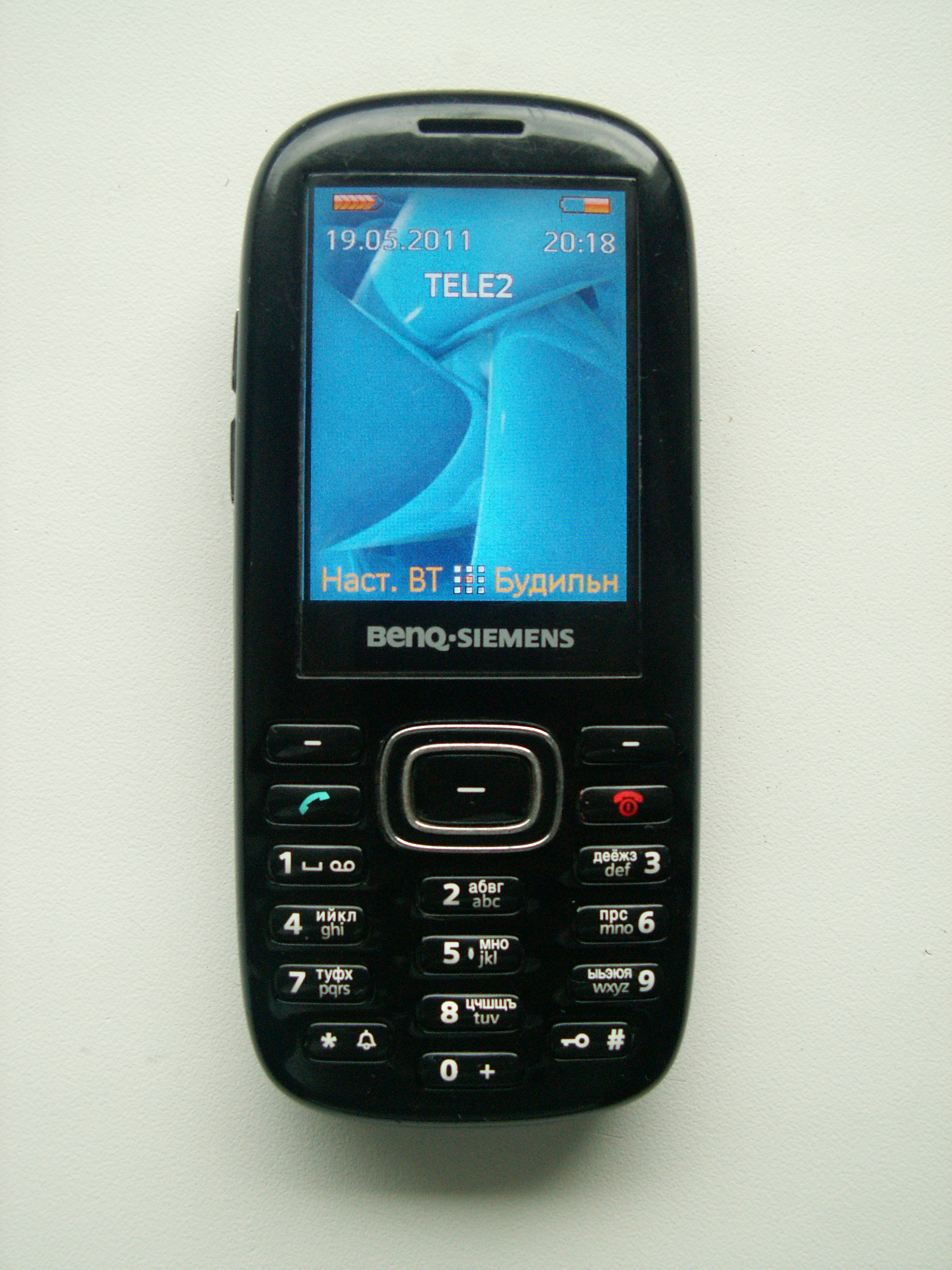
Benq-Siemens E71

BenQ Mobile, celým názvem BenQ Mobile GmbH & Co. OHG, byla dceřiná společnost BenQ Corporation, která prodávala zařízení pod názvem BenQ-Siemens. Vznikla v roce 2005 sloučením se Siemens Mobile, který byl ve finančních potížích. Firma vyhrála v roce 2006 iF Product Design Awards, avšak v druhé polovině téhož roku požádala ochranu před věřiteli a v roce 2007 společnost definitivně zanikla.